# Ceux qui osent
Ceux qui osent est un roman uchronique de littérature d'enfance et de jeunesse écrit par Pierre Bordage et paru en 2012 aux éditions Flammarion dans la collection Ukronie. Il est le dernier volet de la trilogie Jean et Clara, précédé par Ceux qui sauront et Ceux qui rêvent.

## Résumé
Jean, Clara et leurs amis sont arrivés en Arcanecout. La guerre éclate contre les royaumes coalisés et Jean, Élan Gris et Diego partent au front des Rocheuses alors que Nadia est enceinte. Diego disparaît quelques jours après, Jean et Élan Gris sont emprisonnés par des soldats coalisés. Ils réussissent à s'échapper et rencontrent Zak et son fils Jack. 

## Personnages
- Jean : un jeune homme qui doit aller au front ;
- Clara : une jeune femme qui essaie de survivre à San Francisco ;
- Élan Gris : un Lakota qui part au front avec Jean ;
- Tête-en-Pierre : un Général très autoritaire ;
- Jack : le dernier fils de Zak, un tireur hors pair ;
- Boris : un alcoolique russe ;
- Elmana : une jeune femme noire qui aime Diego ;
- Diego : un Mexicain qui aime Elmana ;
- Nadia : une jeune femme qui aime Élan Gris.